# Dominique Marie Đinh Đức Trụ
Dominique Marie Đinh Đức Trụ (Xuân Phương, 15 ottobre 1909 – 7 giugno 1982) è stato un vescovo cattolico vietnamita.

## Biografia
Dominique Marie Đinh Đức Trụ nacque il 15 ottobre 1909 nella parrocchia di Phú Nhai, nel comune di Xuân Phương del distretto di Xuân Trường della provincia di Nam Dinh. Sentita fin da bambino la vocazione religiosa, studiò presso vari istituti cattolici e nel 1925, a 16 anni, entrò nel seminario minore di Ninh Cường, dove studiò la lingua latina. Nel 1931 entrò nel seminario San Tommaso di Nam Dinh per studiare filosofia, terminando il percorso formativo nel 1938.
Fu ordinato presbitero il 23 maggio 1938. Dopo l'ordinazione sacerdotale fu inviato come aiuto pastorale per le parrocchie di Vĩnh Phúc, di Thái Bình, di Cao Xá, di Lương Điền e di Võng Phan. Nel 1945 fu nominato direttore della scuola magistrale di Hưng Yên. Nel 1948 fu nominato professore di latino e direttore spirituale del seminario di Mỹ Đức.
Con la fine della guerra e la divisione in due stati del Vietnam nel 1954, il territorio di Thái Bình, trovandosi nel nord, subì lo spopolamento quasi totale della popolazione cattolica. Nonostante il grave pericolo restò nel nord ad aiutare chi era rimasto. Le attività religiose negli anni a seguire vennero praticamente abbandonate, sia per la mancanza organica di cattolici e di sacerdoti sia per la dura e spesso feroce repressione del governo settentrionale. In tale contesto dovette farsi carico in prima persona dell'istruzione dei pochi seminaristi che erano rimasti nonché della formazione dei laici che potessero aiutarlo nelle attività missionarie. Tra le iniziative che riuscì a realizzare con l'approvazione del governo ci fu l'apertura della scuola di Mỹ Đức nel 1956, dove poterono ricevere istruzione 350 bambini.
Per cinque anni la sede di Thái Bình fu vacante e non ci sono prove di chi avesse ricoperto l'ufficio di amministratore apostolico in quel periodo; tuttavia, nella bolla Venerabilium Nostrorum, fu citato come tale.
Il 5 marzo 1960 papa Giovanni XXIII lo nominò vicario apostolico di Thái Bình, assegnandogli la sede titolare di Cataquas. Ricevette l'ordinazione episcopale il 25 marzo successivo per imposizione delle mani del futuro cardinale Joseph Marie Trịnh Như Khuê.
Il 24 novembre dello stesso anno fu nominato primo vescovo di Thái Bình, avendo papa Giovanni XXIII elevato a diocesi il vicariato apostolico.
Nel corso degli anni dovette affrontare l'ostilità del governo e quasi sempre dovette celebrare le ordinazioni presbiteriali in segreto; in più, non potendo riaprire i seminari, fu costretto ad istituire corsi clandestini per garantire l'istruzione dei seminaristi almeno fino alla riapertura concessa dal governo del seminario Mỹ Đức di Thái Bình e addirittura per riuscire a visitare le varie parrocchie doveva sempre farlo in anonimato e spesso travestendosi da lavoratore.
Resse la diocesi per ventidue anni, morendo il 7 giugno 1982 all'età di 72 anni.

## Genealogia episcopale e successione apostolica
La genealogia episcopale è:
- Cardinale Scipione Rebiba
- Cardinale Giulio Antonio Santori
- Cardinale Girolamo Bernerio, O.P.
- Vescovo Claudio Rangoni
- Arcivescovo Wawrzyniec Gembicki
- Arcivescovo Jan Wężyk
- Vescovo Piotr Gembicki
- Vescovo Jan Gembicki
- Vescovo Bonawentura Madaliński
- Vescovo Jan Małachowski
- Arcivescovo Stanisław Szembek
- Vescovo Felicjan Konstanty Szaniawski
- Vescovo Andrzej Stanisław Załuski
- Arcivescovo Adam Ignacy Komorowski
- Arcivescovo Władysław Aleksander Łubieński
- Vescovo Andrzej Stanisław Młodziejowski
- Arcivescovo Kasper Kazimierz Cieciszowski
- Vescovo Franciszek Borgiasz Mackiewicz
- Vescovo Michał Piwnicki
- Arcivescovo Ignacy Ludwik Pawłowski
- Arcivescovo Kazimierz Roch Dmochowski
- Arcivescovo Wacław Żyliński
- Vescovo Aleksander Kazimierz Bereśniewicz
- Arcivescovo Szymon Marcin Kozłowski
- Vescovo Mečislovas Leonardas Paliulionis
- Arcivescovo Bolesław Hieronim Kłopotowski
- Arcivescovo Jerzy Józef Elizeusz Szembek
- Vescovo Stanisław Kazimierz Zdzitowiecki
- Cardinale Aleksander Kakowski
- Papa Pio XI
- Vescovo Jean-Baptiste Nguyễn Bá Tòng
- Vescovo Thaddée Anselme Lê Hữu Từ, O.Cist.
- Cardinale Joseph Marie Trịnh Như Khuê
- Vescovo Dominique Marie Đinh Đức Trụ

La successione apostolica è:
- Vescovo Joseph Marie Phạm Năng Tĩnh (1960)